# Star Raiders (jeu vidéo, 2011)
Pour le jeu original de 1979, voir Star Raiders (jeu vidéo, 1979).
Star Raiders est un jeu vidéo de combat spatial développé par Incinerator Studios et édité par Atari Inc., sorti en 2011 sur Windows, PlayStation 3 et Xbox 360.

## Accueil
- GameSpot : 3/10[1]